# Sankt Franziskus
Koordinaten: 48° 22′ N, 11° 4′ O
Sankt Franziskus ist ein Kirchdorf und Ortsteil der Gemeinde Dasing im Landkreis Aichach-Friedberg (Bayern).

## Gemeinde
Sankt Franziskus gehörte zur Gemeinde Wessiszell und wurde mit dieser am 1. Januar 1972 nach Dasing eingegliedert.

## Sehenswürdigkeiten
- Katholische Filialkirche St. Franziskus

Siehe auch: Liste der Baudenkmäler in Sankt Franziskus